# Phidyle punctipes
Genre
Espèce
Synonymes
- Sparassus punctipes Nicolet, 1849

Phidyle punctipes, unique représentant du genre Phidyle, est une espèce d'araignées aranéomorphes de la famille des Anyphaenidae.

## Distribution
Cette espèce est endémique du Chili. Elle se rencontre dans les régions de Coquimbo, de Valparaiso, de Santiago, du Maule, du Biobío, d'Araucanie, des Fleuves et des Lacs.

## Description
Le mâle décrit par Ramírez en 1995 mesure 5,05 mm et la femelle 6,65 mm.

## Publication originale
- Nicolet, 1849 : Aracnidos. Historia física y política de Chile. Zoología, vol. 3, p. 319-543.
- Simon, 1880 : Révision de la famille des Sparassidae (Arachnides). Actes de la Société Linnéenne de Bordeaux, vol. 34, p. 223-351 (texte intégral).